# Syndicat mixte du pays du Bocage vendéen
Le pays du Bocage vendéen, ou, en forme longue le syndicat mixte du pays du Bocage vendéen, est un syndicat mixte français en charge du schéma de cohérence territoriale du même nom situé dans le département de la Vendée et dans la région des Pays de la Loire.
Il tire son nom du Bocage vendéen, une région naturelle localisée dans la partie nord du département.

## Structure
Il regroupe huit établissements publics de coopération intercommunale (EPCI) à fiscalité propre, regroupés au sein d’un syndicat mixte, ayant toutes la forme d’une communauté de communes :
| Nom                               | Nature juridique       | Nombre de communes | Superficie (km2) | Population (2021) | Densité (hab./km2) |
| --------------------------------- | ---------------------- | ------------------ | ---------------- | ----------------- | ------------------ |
| Pays-de-Chantonnay                | Communauté de communes | 10                 | 317,70           | 23 054            | 73                 |
| Pays-de-Saint-Fulgent-les-Essarts | Communauté de communes | 12                 | 324,70           | 28 768            | 89                 |
| Pays-des-Herbiers                 | Communauté de communes | 8                  | 249,60           | 30 543            | 122                |
| Terres-de-Montaigu                | Communauté de communes | 9                  | 379,30           | 50 547            | 133                |
| Pays-de-Mortagne                  | Communauté de communes | 11                 | 228,80           | 28 072            | 123                |
| Pays-de-Pouzauges                 | Communauté de communes | 10                 | 318,80           | 23 171            | 73                 |

## Historique
Le syndicat mixte du pays du Bocage vendéen est créé par un arrêté préfectoral du 23 juin 2003, regroupant les communautés de communes du Pays-des-Essarts, du Pays-des-Herbiers, des Deux-Lays, Terres-de-Montaigu, du Canton-de-Mortagne-sur-Sèvre, du Pays-de-Pouzauges, du Canton-de-Rocheservière, du Canton-de-Saint-Fulgent, ainsi que les communes de La Bruffière, Cugand et Treize-Septiers.
Le schéma de cohérence territoriale du pays du Bocage vendéen, qui reprend les mêmes collectivités du territoire, est approuvé par l’arrêté préfectoral no 03/DDE/370 portant approbation du périmètre de SCOT du pays du Bocage vendéen du 6 novembre 2003.
Par l’arrêté no 08-DRCTAJE/3-640 portant modification de la dénomination de la communauté de communes des Deux-Lays, du 28 novembre 2008, celle-ci se transforme en communauté de communes du Pays-de-Chantonnay.
L’arrêté préfectoral no 2012-DRCTAJ/3-730 du 9 juillet 2012 portant extension du périmètre de la communauté de communes Terres-de-Montaigu intègre les communes de La Bruffière, Cugand et Treize-Septiers à la communauté de communes à compter du 1er janvier 2013.

## Représentation
| Période      | Période  | Identité           | Étiquette | Qualité |
| ------------ | -------- | ------------------ | --------- | --- |
| Juillet 2003 | Mai 2008 | Bruno Retailleau   | MPF       | Conseiller communautaire de la communauté de communes du Canton-de-Mortagne-sur-Sèvre |
| Mai 2008     | En cours | Wilfrid Montassier | UDI       | Conseiller général, élu dans le canton de Saint-Fulgent (2004-2015) Maire de La Rabatelière (depuis 2008) Président de la communauté de communes du Canton-de-Saint-Fulgent (2008-2016), puis du Pays-de-Saint-Fulgent (2016) Conseiller départemental, élu dans le canton de Montaigu (depuis 2015) Président de la communauté de communes du Pays-de-Saint-Fulgent-les-Essarts (depuis 2017) |